# Récifs du banc de l'Ichtys et du canyon de Sète
Récifs du banc de l'Ichtys et du canyon de Sète este o arie protejată (sit de importanță comunitară — SCI) din Franța întinsă pe o suprafață de 24.598 ha, integral marine.

## Localizare
Centrul sitului Récifs du banc de l'Ichtys et du canyon de Sète este situat la coordonatele 42°48′19″N 4°07′34″E / 42.80536°N 4.12617°E.

## Înființare
Situl Récifs du banc de l'Ichtys et du canyon de Sète a fost declarat sit de importanță comunitară în baza directivei 92/43 din 1992 referitoare la conservarea habitatelor naturale și a faunei și florei sălbatice pentru a proteja 2 specii de animale.

## Biodiversitate
Situată în ecoregiunea mediteraneană, aria protejată conține 1 habitat natural: Recifuri.
La baza desemnării sitului se află mai multe specii protejate:
- mamifere (1): delfin mare (Tursiops truncatus)
- reptile (1): Caretta caretta

Pe lângă speciile protejate, pe teritoriul sitului au mai fost identificate 7 specii de mamifere.